# 4070 Rozov
4070 Rozov је астероид главног астероидног појаса чија средња удаљеност од Сунца износи 2,250 астрономских јединица (АЈ).
Апсолутна магнитуда астероида је 13,3.